# Electro-Harmonix Memory Man

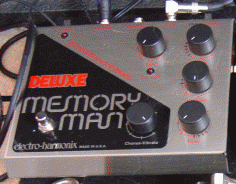
Le Deluxe Memory Man, une des versions les plus populaires de l'effet.

Le Memory Man est une pédale de delay créée par Electro-Harmonix en 1976 par Howard Davis. Plusieurs versions ont été développées. La pédale est notamment utilisée par les guitaristes Ed O'Brien de Radiohead et The Edge de U2.

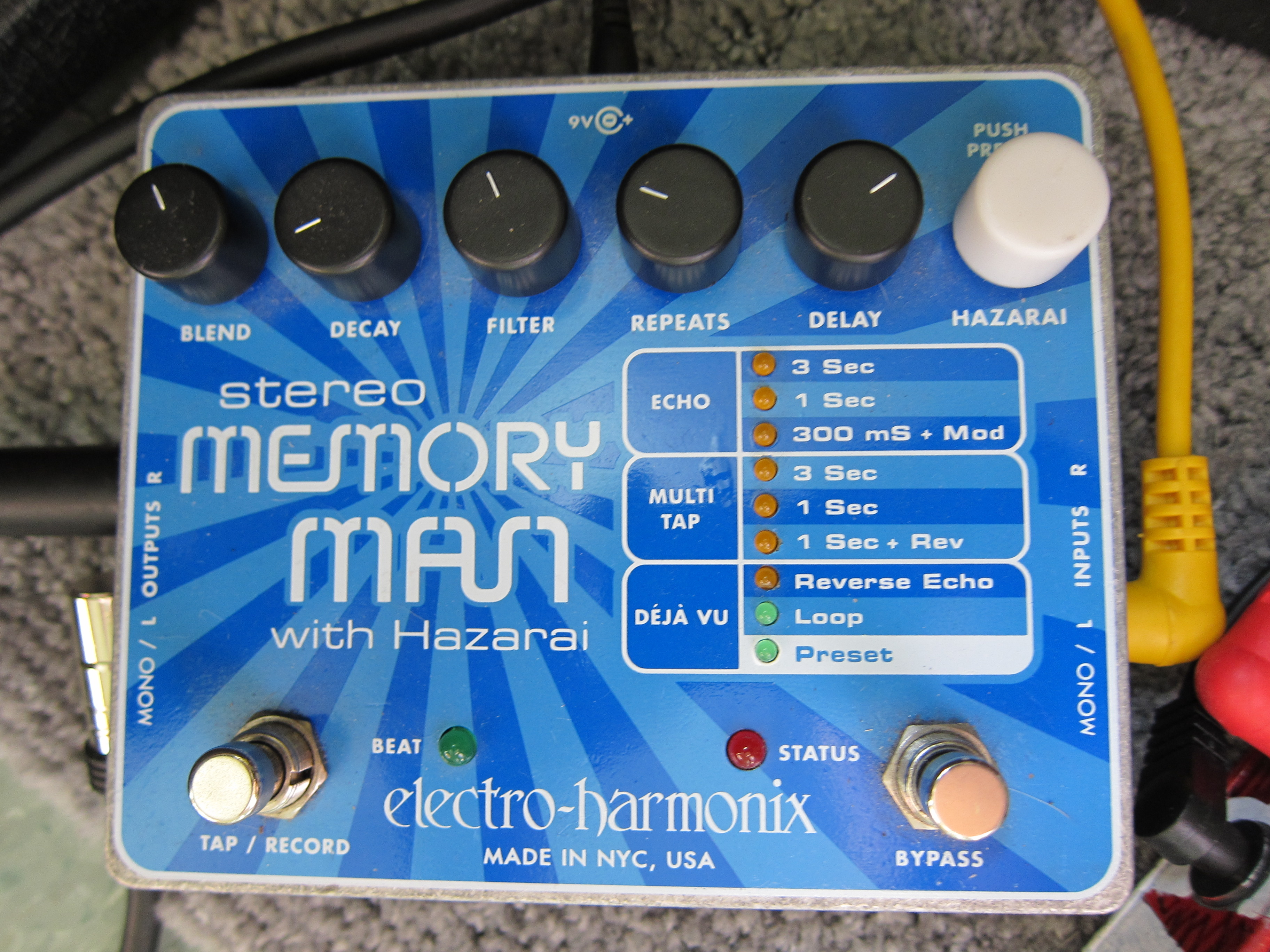
Version numérique du Memory Man.

## Histoire
La première version de la pédale est appelée Memory Man. Elle comporte trois contrôles : delay (temps du delay, jusqu'à 300 milisecondes), feedback (nombre de répétitions) et blend (mélange entre effet et signal brut). Trois autres versions de la pédale sont développées les années suivantes, dont deux où l'effet produit peut être soit un delay, soit un chorus, et qui ajoutent des sorties stéréo. 
En 1980 est créé le Deluxe Memory Man, considéré comme la version la plus populaire de l'effet. Elle comporte cinq contrôles : Level (volume général), Blend (mélange signal brut et effet), Feedback (nombre de répétitions), Delay (temps du delay) et introduit un réglage de modulation sur les répétitions, allant du vibrato au chorus. Le Deluxe Memory Man, qui est produite jusqu'à la faillite de l'entreprise en 1984. Dans les années 1990, Electro-Harmonix renaît et la production du Memory Man reprend. 

## Caractéristiques
Le Memory Man est un delay dit analogique, en opposition aux pédales numériques. Il utilise la technologie « bucket brigade », où le signal sonore passe par une puce électronique où le signal est échantillonné en passant par de nombreux condensateurs contrôlés par des transistors, ce qui permet de le retarder. La vitesse de transmission du signal est déterminée par une horloge. En le mélangeant au signal d'origine, et en réinjectant le signal répété en entrée (boucle de rétroaction) pour répéter le signal de nombreuses fois, on obtient alors un delay.
Les premières versions du Memory man (années 1980 et 1990) utilisent un processeur Matsushita MN3005. Cette puce est considérée comme centrale dans le son du delay et des modulations produites, et a été par la suite utilisée dans d'autres delays analogiques. Dans les années 1990, le MN3005 est devenu obsolète et a été remplacé par le MN3008. Dans les années 2000, l'entreprise chinoise Xvive recrute Howard Davis, créateur du Memory Man, pour concevoir une nouvelle version compacte de l'effet avec des nouvelles puces MN3005 reconstruites par Xvive.
Les premières versions du Memory Man comportent un câble d'alimentation et un transformateur en 24 volts.